# Wallace Akers
Wallace Alan Akers (9 septembre 1888 – 1er novembre 1954) est un chimiste et industriel britannique.

## Biographie
Akers suit une scolarité à la Aldenham Scool puis à Christ Church, Oxford. Il se spécialise dans le domaine de la chimie physique.
Après l'université, il rejoignit la Brunner Mond & Company en tant que chercheur ; puis en 1924, il rejoignit la Borneo Company au sein de laquelle il servit en tant que directeur général. En 1928, il rentra en Angleterre afin de rejoindre Imperial Chemical Industries, avec laquelle Brunner Mond avait fait fusion un peu plus tôt. Au mois de janvier 1941, il rejoignit le Conseil de surveillance de l'entreprise.
Au cours de l'année 1941, Akers fut recruté par le gouvernement de guerre britannique pour devenir directeur du projet Tube Alloys, un programme clandestin destiné à la recherche et au développement d'une capacité britannique dans le domaine des armes nucléaires,.
En 1946, Akers revint au conseil d'entreprise d'ICI, où il occupe le poste de directeur de recherches jusqu'en 1953 lorsqu'il prit sa retraite.

## Honneurs
Akers fut fait Commandeur dans l'Ordre de l'Empire britannique (Commander of the Order of the British Empire) en 1944, et Knight Bachelor in 1946,, dans les deux cas pour ses services rendus à l'effort de guerre. Il fut également membre de la Royal Society.